# Czajęcice (Petite-Pologne)
Pour l’article homonyme, voir Czajęcice (Sainte-Croix).
Czajęcice est une localité polonaise de la gmina et du powiat de Proszowice en voïvodie de Petite-Pologne.